# 1-Dodecanol
Dodecanol, auch 1-Dodecanol, Dodecan-1-ol oder trivial Laurylalkohol, gehört zur homologen Reihe der Alkohole und ist hydrophob beziehungsweise lipophil. Dodecanol ist fest, farblos und löst sich nicht in Wasser. Der Trivialname ist Laurylalkohol, dessen Wortstamm lauryl- wird auch für Ester des Dodecanols verwendet.

## Vorkommen
Dodecanol kommt natürlich im ätherischen Öl von Hyperici flos recens (Frische Johanniskrautblüten) und Hyperici herba (Johanniskraut) vor. Daneben wird es auch in Chinesischer Engelwurz (Angelica sinensis), Houttuynia cordata und in Thymian (Thymus longicaulis) gefunden.

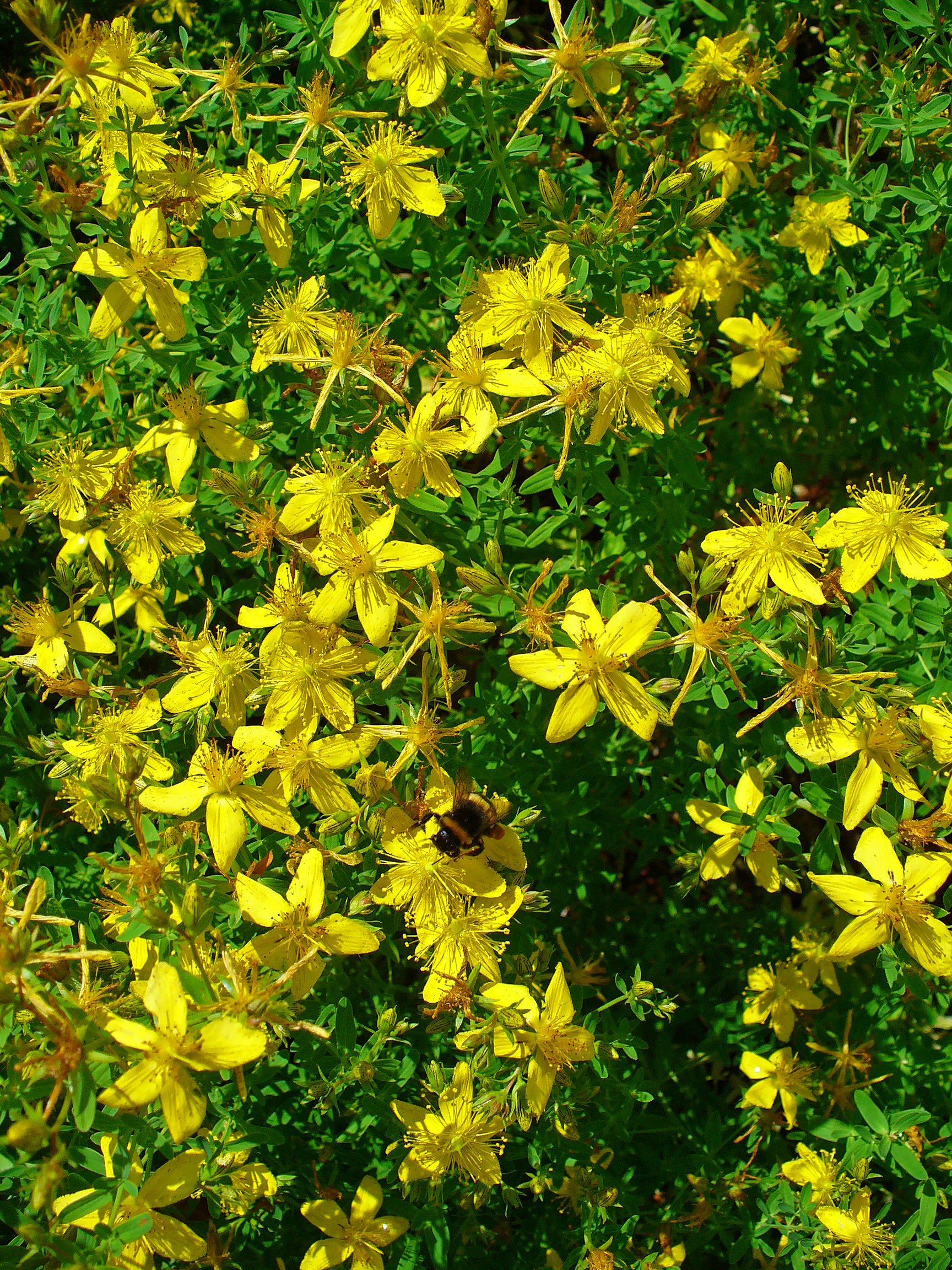
Johanniskraut
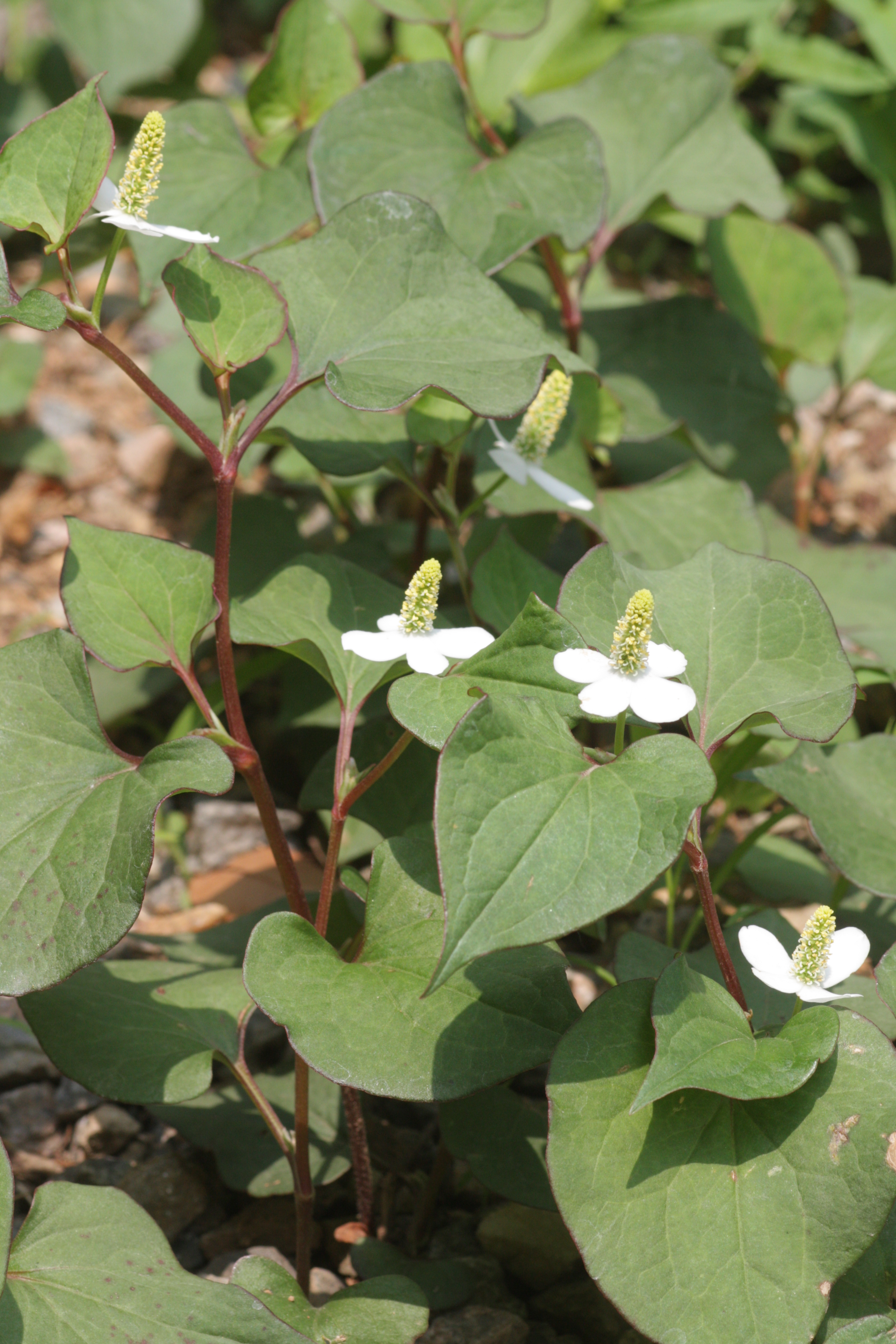
Houttuynia cordata
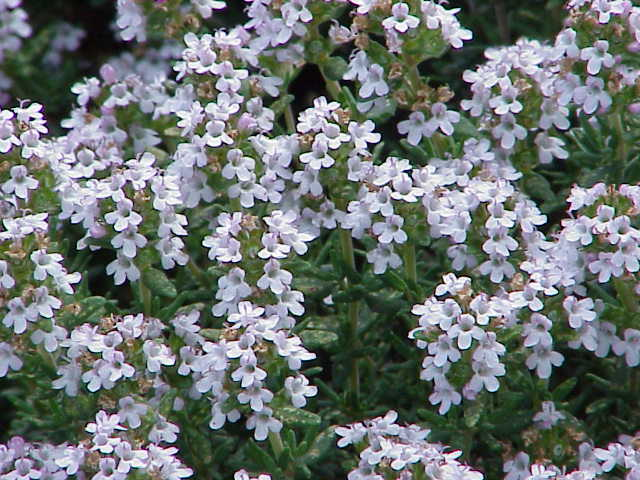
Thymian

## Gewinnung und Darstellung
Dodecanol kann aus Methylisobutylketon gewonnen werden.

## Verwendung
Es wird bei der Fabrikation von Tensiden und in der Pharmakologie eingesetzt und ist auch Bestandteil von Kühlschmierstoffen in der Metallbearbeitung.